# هانک کتچام
هانک کتچام (انگلیسی: Hank Ketcham؛ ۱۴ مارس ۱۹۲۰ – ۱ ژوئن ۲۰۰۱) یک کارتونیست اهل ایالات متحده آمریکا بود.